# Juan Pérez de Pastrana
Juan Pérez de Pastrana fou un compositor i mestre de cant valencià del segle xv.
Figura com a mestre de cant i també compositor en els Manuals de Concells de la ciutat de València, del qual en la Provisió del 7 de març de 1415, format per importants homens de la ciutat, ab motiu de certes cobles e cantilenes que cantaren en els entremeses de la festivitat del S. S. Rey, reyna é primogenit lur en la solemne rebuda que la ciutat de València feu a Ferran d'Antequera, rei d'Aragó, es diu: e lo dit en Joan Perez Pastrana per haber e arreglat, e donarlos só a les dites cantineles, e haber fadrins que les cantassen, e ferlos ornar e altres treballs... és valorat en la seua llabor i treball en 30 florins d'or.
Eren els dits entremeses els qui ab el nom de misterios es coneix en la història del drama modern, encara que sense la pressió del quefer religiós, (per exemple el drama líric religiós el Misteri d'Elx) representacions del mateix gènero i titul que els intermezzi (interludis) que figuren en els primers tantejos de l'òpera quan la Camerata florentina començà a treballar en l'obstinació que creà el drama liric, actes liric-dramàtics, com es veu, molt anteriors al segle xvi en els quals rudimentàriament estava el germen de la futura opera. Al figurar Pérez de Pastrana com el que va començar a donar só a les coples i cantin-eles dels citats entremeses: bé que se'l pot considerar com el mestre músic concertador i director de la part musical d'estos.